# Diósgyőr-vasgyári római katolikus templom
A diósgyőr-vasgyári római katolikus templom 1905 és 1908 között épült, a vasgyári kolóniára jellemző vörös tégla falazattal.

## Az építés körülményei
A diósgyőri vasgyárat 1868-ban kezdték építeni, és a munkások számára a gyártól nyugatra lakótelepet, akkori szóhasználatban „gyarmatot” építettek. A katolikus felekezetű munkások az első időkben a diósgyőri egyházközség keretében végezték hitéletüket, de ez a viszonylag nagy távolság miatt, amit ráadásul gyalog kellett megtenni, kényelmetlenséget jelentett a hívők számára. Ezért 1895-ben felmerült a gyarmaton belül építendő templom gondolata. A terv akkor vált komollyá, amikor a gyár igazgatója, Förster Károly is támogatta az ötletet, és a gyár vállalta a templom építési költségeit. Markup Ferenc igazgatóhelyettes 150 000 korona támogatást szerzett a segélyalaptól, így elkezdődhettek a tervezési munkálatok.

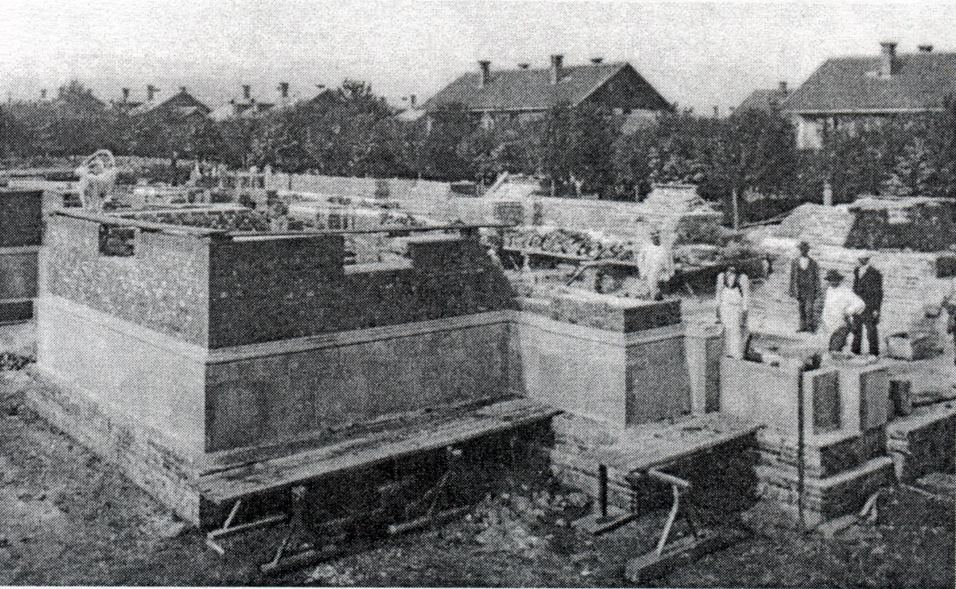
A templomépítés kezdetén

A tervező személye némiképp bizonytalan, bár valószínűnek látszik, hogy a terveket Murányi Lajos készítette, Szvetlik Mátyás irányítása mellett. A kiviteli tervek egy részén ugyanakkor Pfeifer József neve is szerepel, ő azonban csak 1906-tól dolgozott a gyárban, miután Murányi Lajost, éppen a templomtervek körül folyó viták miatt, 1906. január 1-jei hatállyal elbocsátották a vasgyárból.
A építkezést 1905. március 28-án kezdték el, az alapkövet pedig szeptember 3-án tette le Szmrecsányi Lajos segédpüspök, az egri érsek jelenlétében. A keresztet majdnem pontosan két év múlva helyezték el a templomtornyon. A kőműves munkák vezetője Csorba Endre miskolci építőmester volt, az asztalos munkákat Petőfi Sándor és Bartók Ferenc végezték, a vasmunka Jankovics Béla, a bádogos munka Lettrich Jenő, az ácsmunka pedig Rosenthal Ferenc nevéhez fűződik. Mind a gyár munkásai voltak. A festett üvegablakok Ligeti István alkotásai.
A külső és belső munkálatok befejezése után, 1908. október 11-én szentelte fel a kész templomot a segédpüspök. A templom ekkor még a diósgyőri plébánia külső káplánságaként működött, önálló plébániává 1913. július 1-jén vált. Első plébánosa Meyer Béla volt.

## A templom megjelenése
A templomot a telep egyik magasabb pontjára építették, szigetszerű elhelyezéssel, de a tervek szerinti utcaszerkezetbe illesztés nem valósult meg (a templomhoz eredetileg, a főhomlokzat irányában, nyílegyenes út vezetett volna).
A templom tömegében neogót, részleteiben neoromán stílusú. Belső tere egyhajós, három boltmezős kiképzésű, amihez három boltmezős kereszthajó kapcsolódik. Külső kiképzése igen részletezett, különböző magasságú, sokszögű résztömegek harmonikus együttese. A magas, karcsú torony két oldalán sokszög alapú fióktornyok találhatók. A kereszthajó rózsaablakai román stílusúak. A templom hátsó, déli része sokszögű, kívül támpillérekkel hangsúlyozott szentéllyel zárul, a szentély mellett félköríves záródású kápolna-sekrestye és a hátsó bejárat található. A vörös téglás külső falazatot öntött salakbeton elemek egészítik ki. A templom belső falait román stílusban, de magyaros jelleggel készült díszítő festés borítja, Kaincz János budapesti festő műve.
2015-16-ban a templomot felújították: a töredezett pala helyett fémborítást kapott a tetőzet, megújult a keleti és a nyugati homlokzat, a műkő díszítéseket kicserélték és felújították a tornyokat.

## Leírása
A templom falait kőrészletekkel tagolt téglával burkolták. A félköríves, bélletes főbejárat az északi oldalon nyílik. Felette a torony falán nagyméretű, két részre osztott félköríves ablak található. A templom tornya a homlokzattól kissé előreugró, széleit támfalak teszik hangsúlyossá, a gótikára emlékeztető kőrészleteikkel. A torony harmadik szintjén három lőrésszerű ablak van (a középső magasabb a két oldalsónál). Ezt követi feljebb a támfalak legteteje között egy román oszlopokból álló mellvéd. Az oszlopsor felett közvetlen egy félköríves, kereteletlen, zsalus harangablak van a torony mind a négy oldalán, mellettük egy-egy kis lőréssel. A lőrésablakok felett kicsi, kőből készült görögkereszttel díszített címerpajzs található. A torony itt alakul át nyolcszög alakúvá, a nyolcszög szélein egy-egy kisméretű, nyolcszögletű fiatoronnyal. A négy nagy harangablak felett mindegyik oldalon óra kapott helyet. Az órák felett a torony háromszög-ívesen záródik. A toronysisak egyszerű és nyolcszögletű, tetején latin kereszttel. A torony két oldalán két kisebb méretű torony áll. A tornyok alján három oldalon félköríves, záróköves ablakok, felettük ugyanúgy ilyen ablakok, majd osztópárkány felett, mind a nyolc oldalon hármas ikerablakok, ezek felett pedig ikerablakok vannak. Az oldaltornyok sisakja ugyan egyszerű, de tetejükön kisméretű, nyolcszögletű laterna nyílik. Ezek is négyzetes alapúak majd ugyancsak nyolcszöggé alakulnak át. A templom főhajójának oldalán két nagyméretű ablak van, a toronyhoz közelebb lévő alatt egy szegmensíves, dupla ablakkal. Mindkét ablakot támpillér választja el egymástól. A kereszthajó mind a keleti és nyugati oldalán egy román rózsaablak van, alatta négy félkörös ablakkal, oldalain egy-egy román oszloppal. A templom szentélye a nyolcszög három oldalával záródik, oldalain fékőríves záródású ablakokkal. A szentélyt jobbról és balról is egy lépcsőtorony határolja. A szentély keleti felén sekrestye épület van.

## Képek

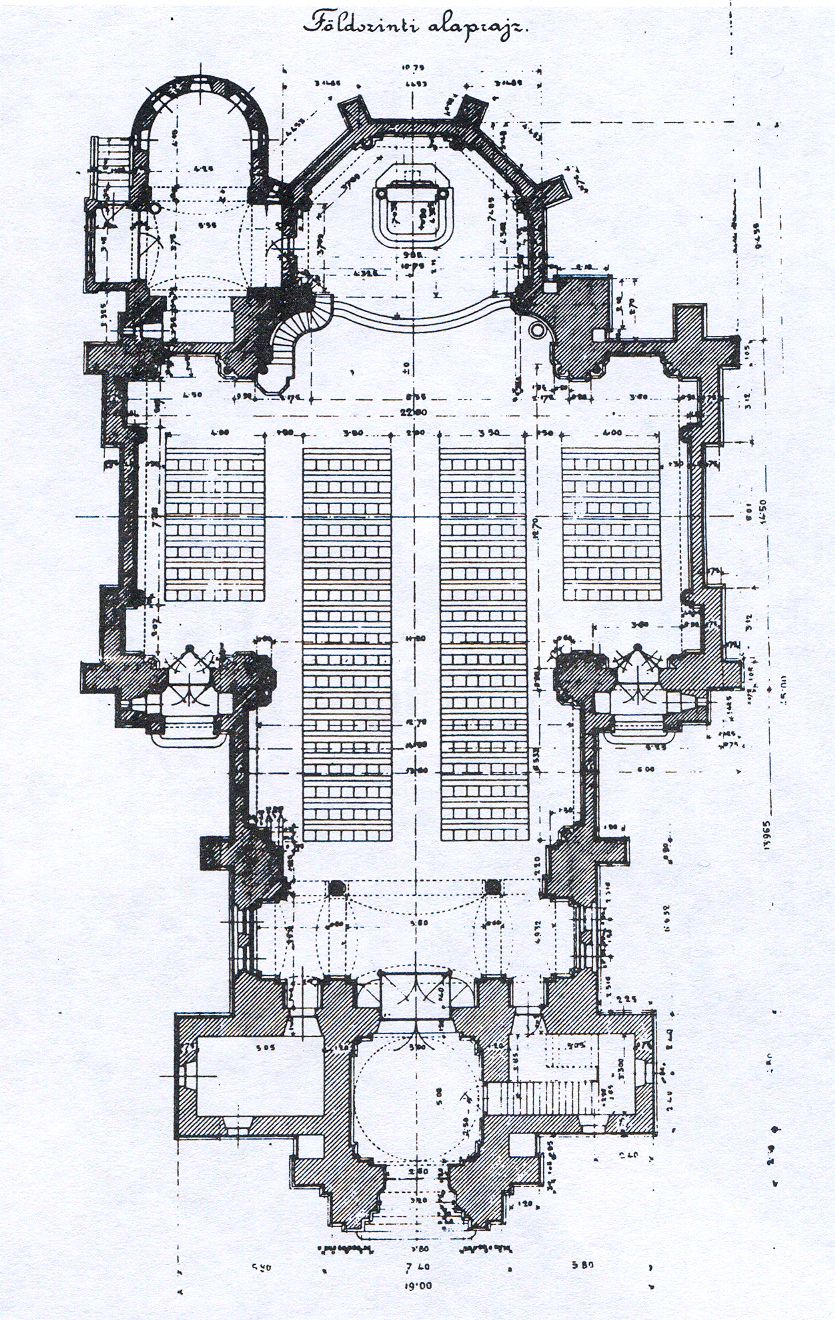
A templom alaprajzi terve
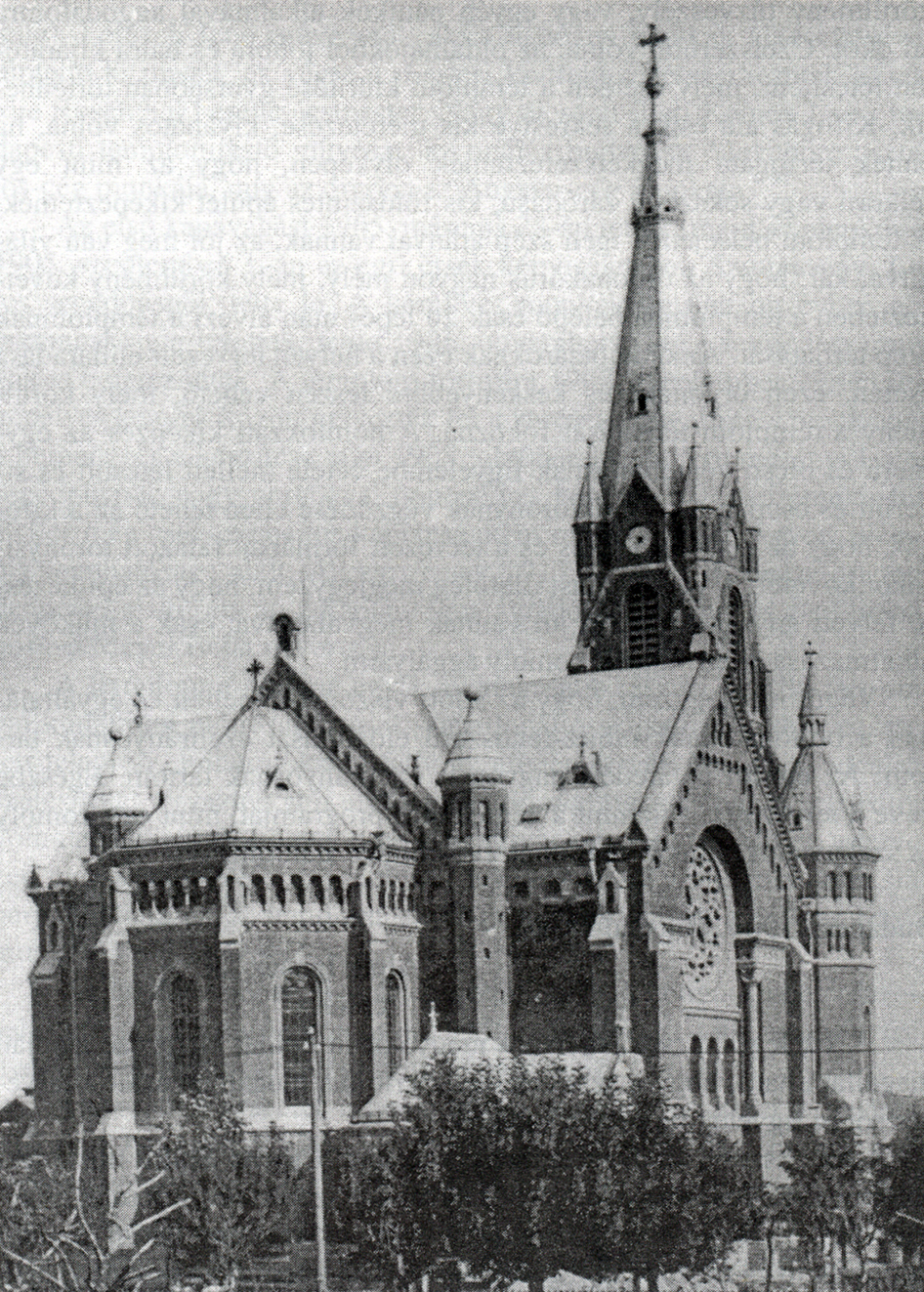
Az elkészült templom 1910 körül
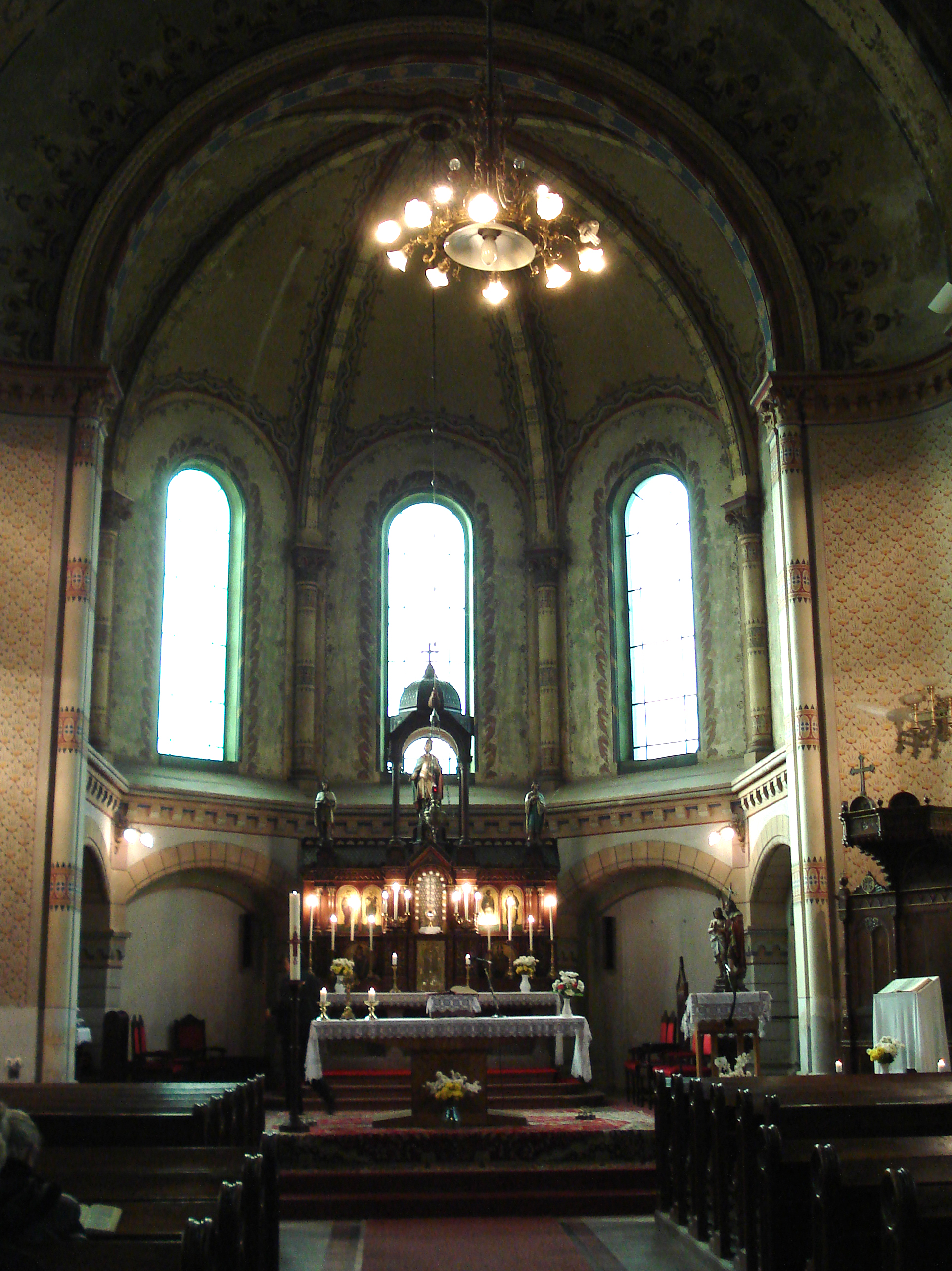
A szentély
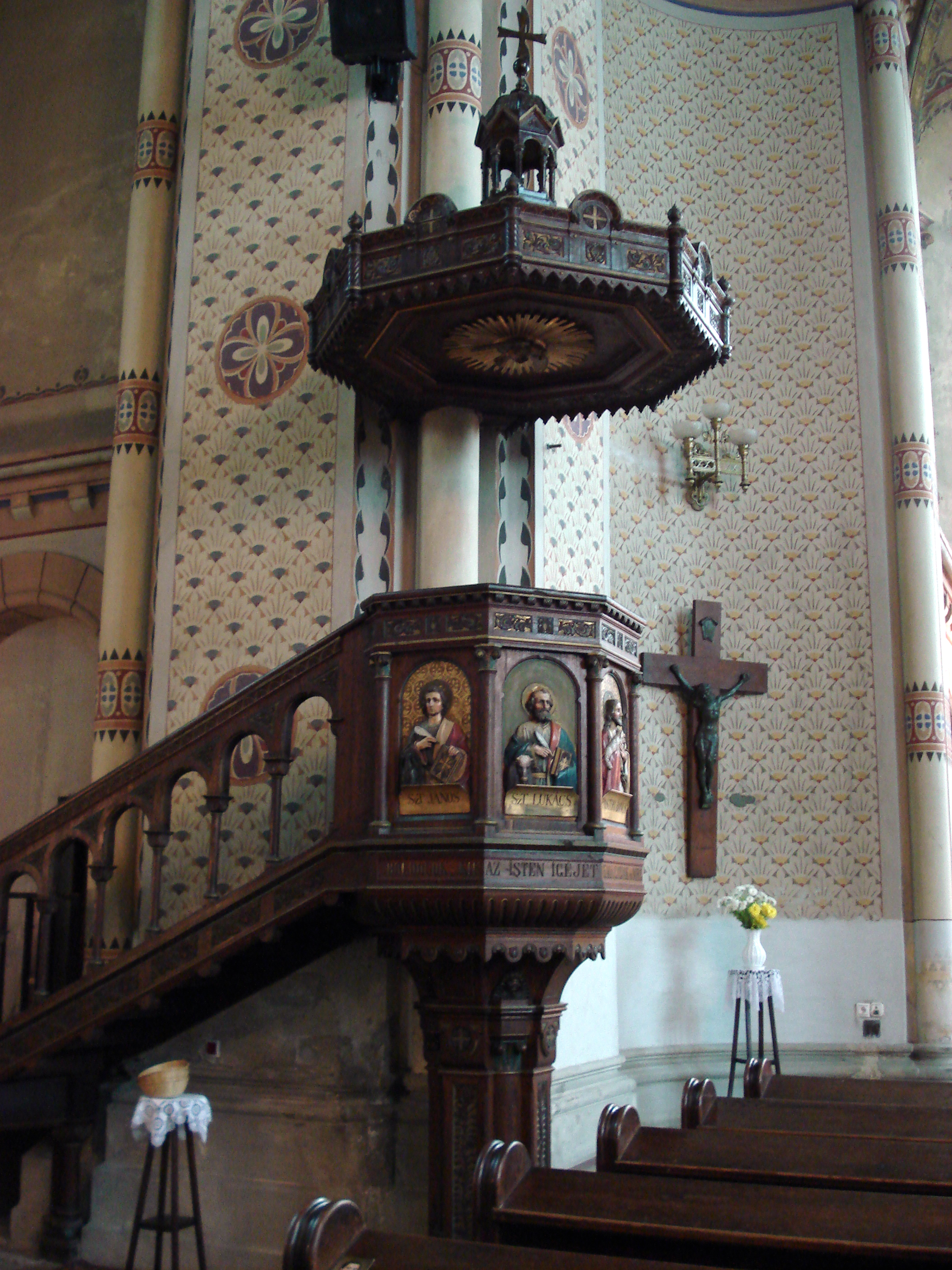
A szószék
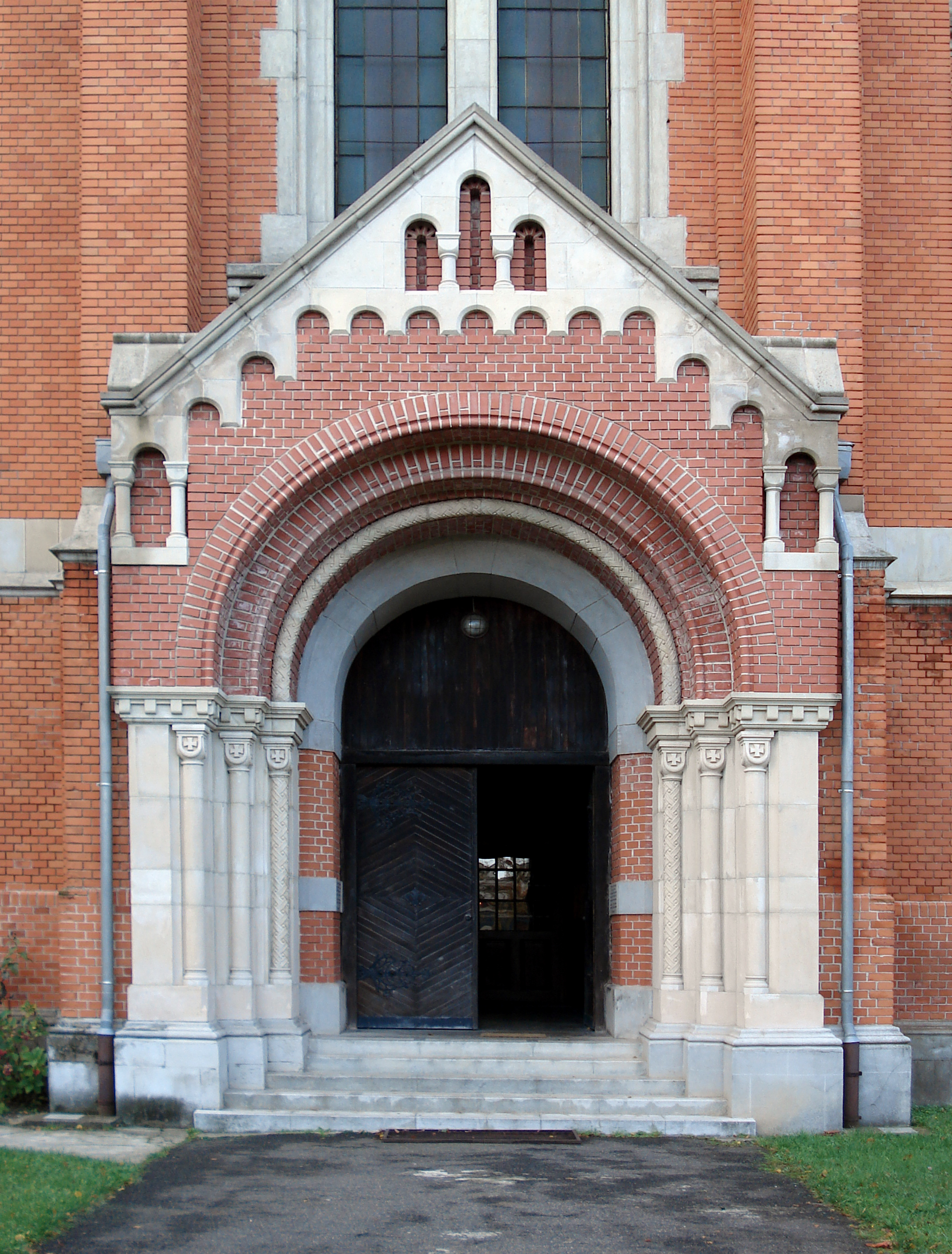
A templom bejárata
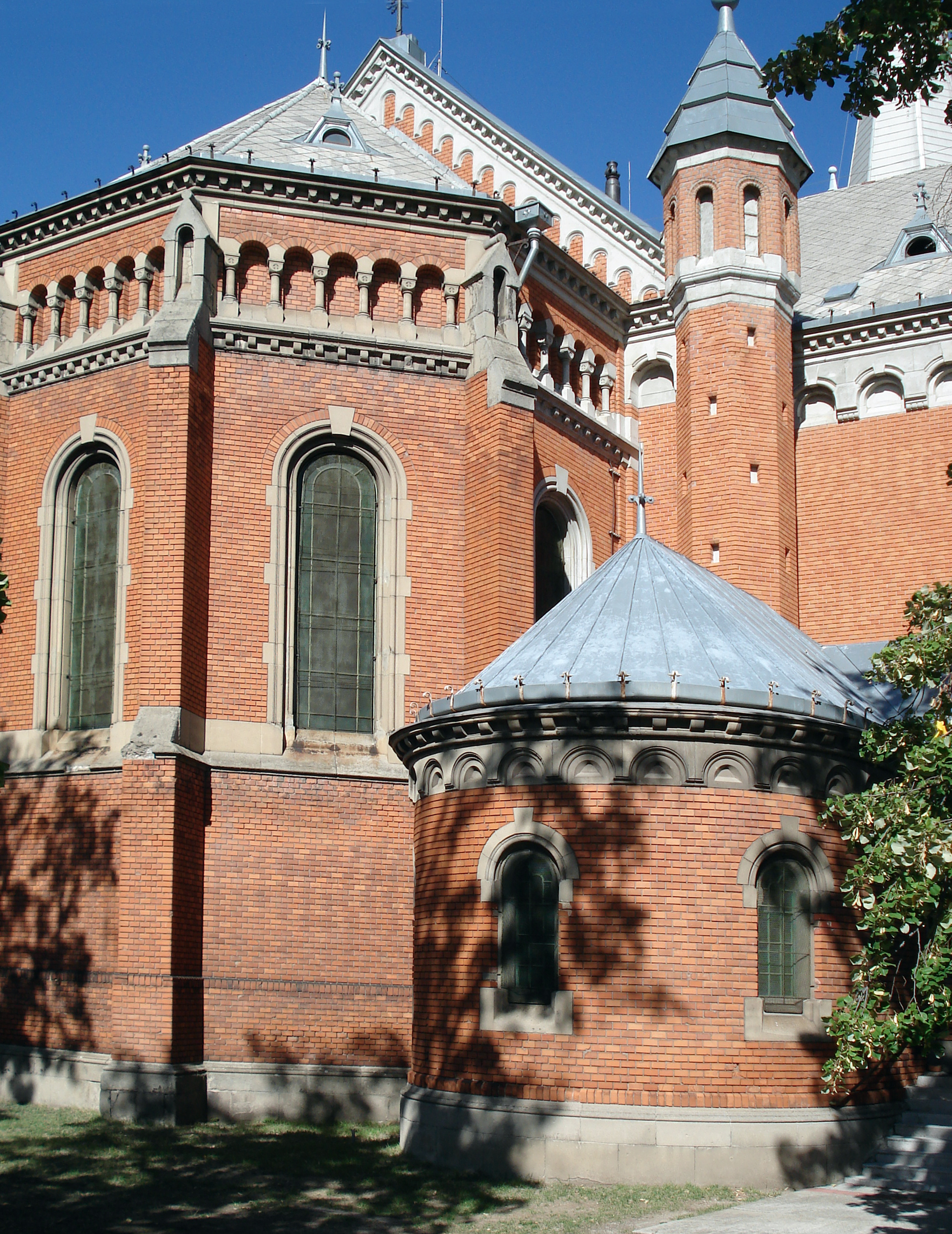
A templom hátsó, szentély felőli része
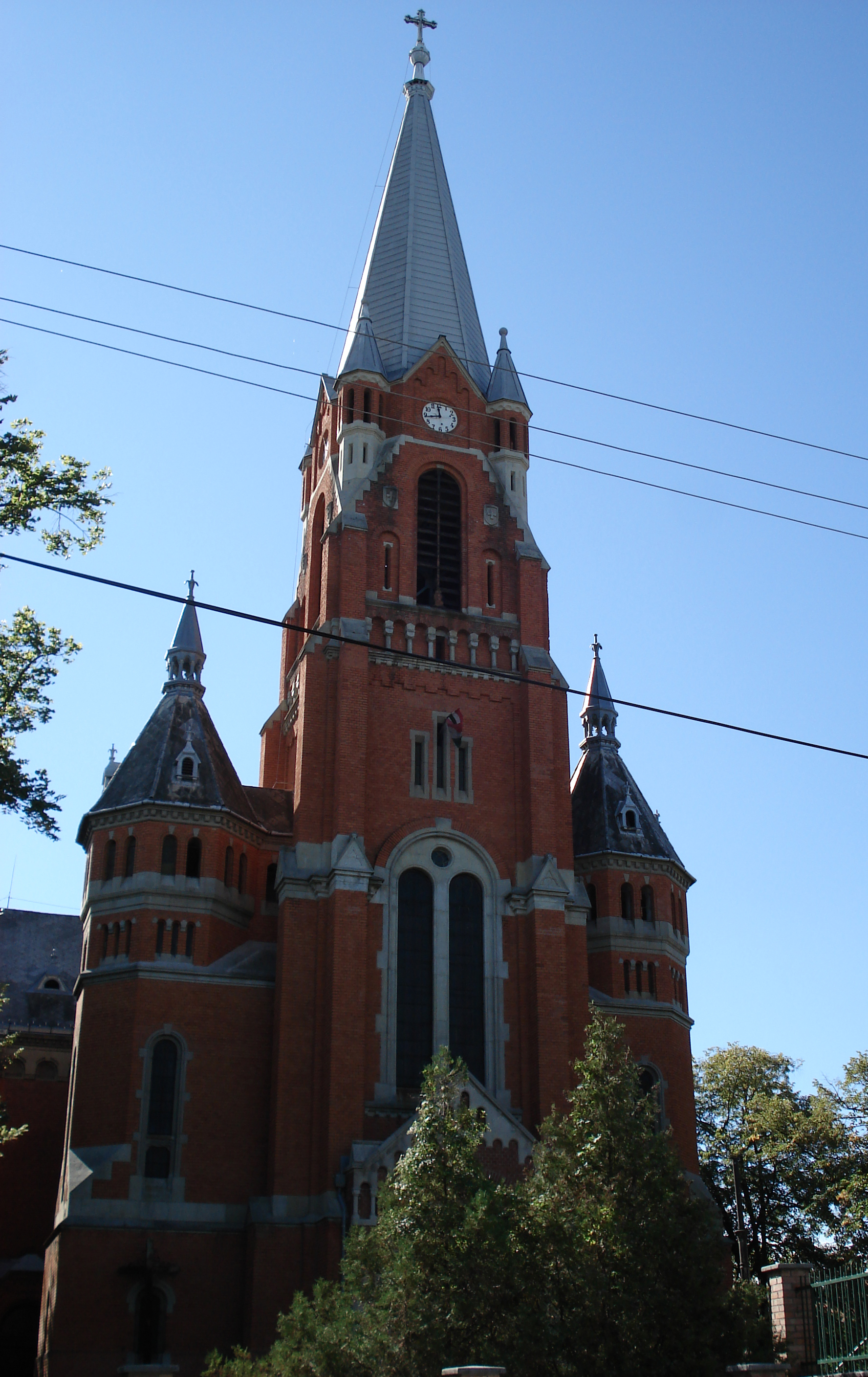
A templom északról
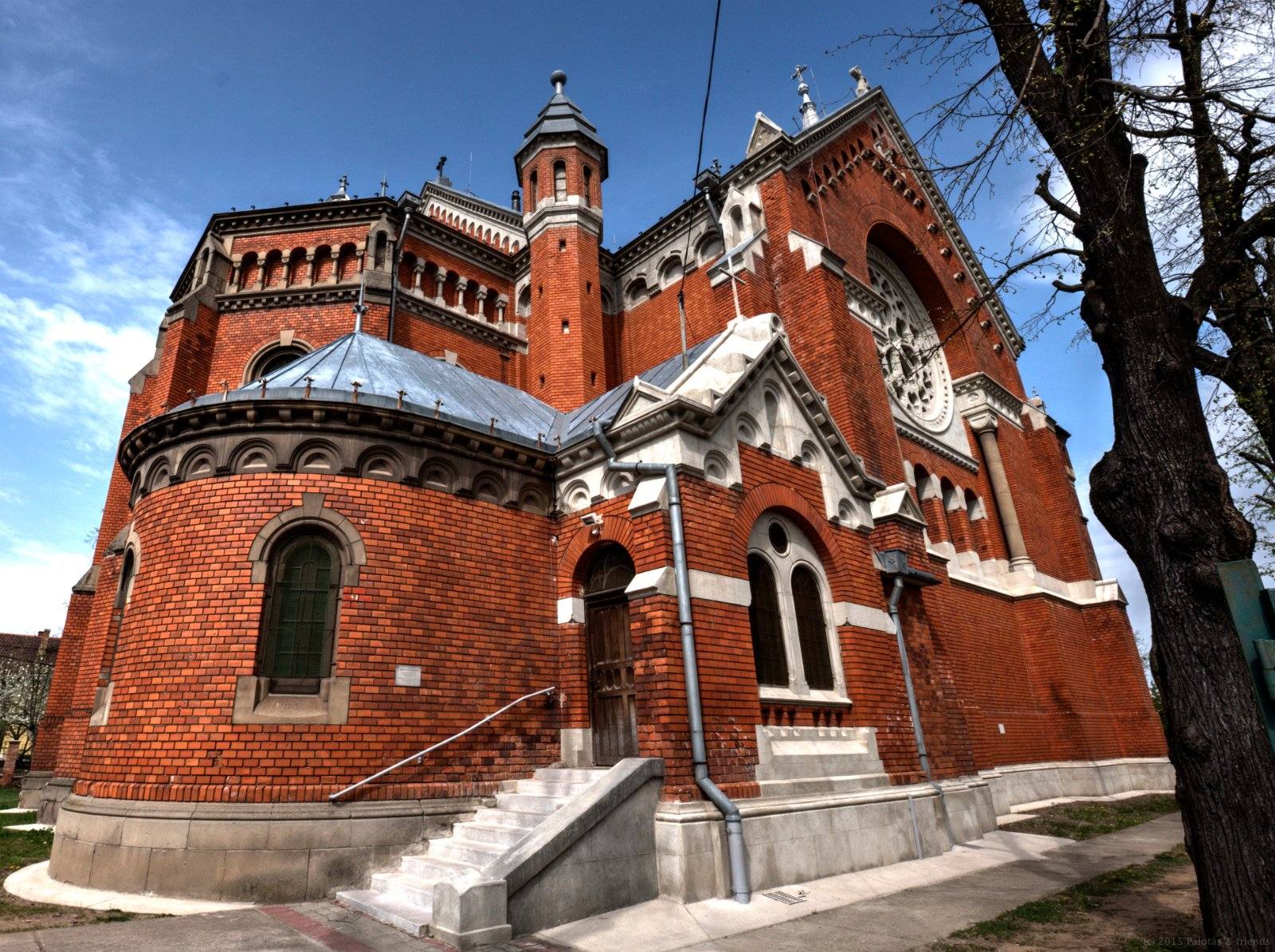
A hátsó rész